# 池美兰
池美兰（1977年11月-），女，广东汕头人。1987年进入汕头体校跳水队;1988年至1999年在省跳水队训练和学习，在国内外各项比赛中屡获佳绩。曾担任2008年奥运会汕头火炬手。现在广州华南师范大学体育科学学院工作。 　　

## 主要运动成绩
- 1992年全国冠军赛女子团体冠军、跳台第二名;
- 1992年全国跳水锦标赛女子团体、混合团体两项冠军;
- 1993年第七届全运会跳水赛混合团体冠军;
- 1994年全国冠军赛女子团体冠军;
- 1994年全国跳水锦标赛女子团体、混合团体两项冠军;
- 1995年第一届亚洲杯跳水赛3米板、女子团体两项冠军;
- 1995年第十八届世界大学生运动会跳水赛3米板、女子团体两项第三名;
- 1996年全国冠军赛女子团体、混合团体两项第二名;
- 1997年第十九届世界大学生运动会跳水赛女子团体、跳台两项冠军。